# Рсаєвська сільська рада
Рса́євська сільська рада (рос. Рсаевский сельский совет) — муніципальне утворення у складі Ілішевського району Башкортостану, Росія. Адміністративний центр та єдиний населений пункт — село Рсаєво.

## Населення
Населення — 871 особа (2019, 926 у 2010, 928 у 2002).